# Jan Jan (canção)
Jan Jan ou Nor Par (Nova Dança) é uma canção que a Arménia escolheu para apresentar no Festival Eurovisão da Canção 2009, e foi interpretada pelas irmãs Inga & Anush, representantes do seu país no Festival Eurovisão da Canção 2009. Foi composta por Mane Akopyan,com letra escrita por Vardan Zadoyan eAvet Barseghyan. A música participou na 1ª Semi-Final, conseguindo o apuramento para a Grande Final do Festival.
Foi a sexta canção a ser interpretada, na 1ª semi-final a seguir a canção da Suécia "La voix" e antes da canção da Andorra "La teva decisió (Get a Life)". Terminou a competição em 5.º lugar com 99 pontos, conseguindo passar à final.
Na final foi a nona canção a ser interpretada na noite do festival, a seguir à canção da Grécia "This Is Our Night" e antes da canção da Rússia "Mamo". Terminou a competição em 10.º lugar (entre 25 participantes), tendo recebido um total de 92 pontos.